# Браун (окръг, Охайо)
Вижте пояснителната страница за други значения на Браун.
Окръг Браун (на английски: Brown County) е окръг в щата Охайо, Съединени американски щати. Площта му е 1282 km², а населението - 42 285 души (2000). Административен център е село Джорджтаун.